# 浙江大学龙泉分校旧址
浙江大学龙泉分校旧址位于浙江省丽水市龙泉市。旧址建筑面北向，中西合壁式建筑，建筑面积2293.5平方米。建筑立面为典型为巴洛克风格。建筑平面分三条轴线：中轴线上为两进两天井，并设厢房；东、西两轴线各有厢房七间，均为二层单檐。
　　

## 历史沿革
1937年七七事变后，时任浙江大学校长竺可桢带领师生西迁，行程历经西天目山阐源寺、建德、江西泰和、广西宜山。1939年迁至宜山后，考虑到战时交通不便，不便于东南沿海各省的青年学子继续求学，便派郑晓沧、陈训慈回到浙东一带考察，最后选中龙泉市芳野村的曾家大屋，在此基础上兴办浙江大学龙泉分校。学校除坚持教课外，还开展各项学术活动、宣传抗日。林天兰曾评价浙江大学龙泉分校是国际教育史上唯一一所在敌战区兴办的大学。2005年3月16日列入浙江省文物保护单位，2013年5月列入第七批全国重点文物保护单位。